# Ross Flood

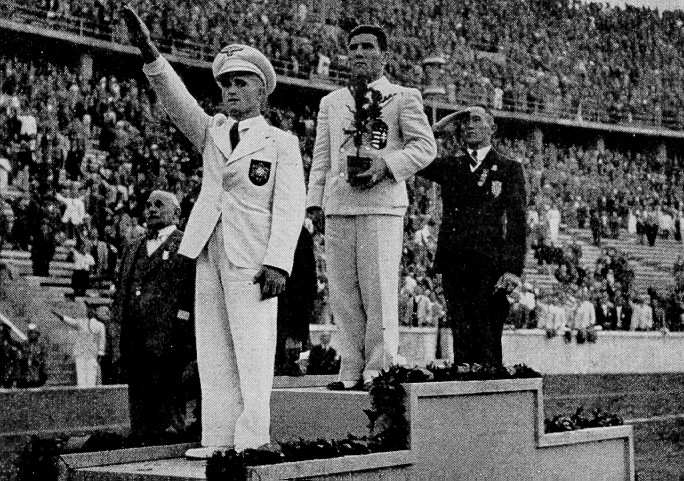
Ross Flood (Olympiade 1936, hinten)

Ross Aaron Flood (* 28. Dezember 1910 in Braman, Kay County; † 23. Mai 1995 in Stillwater, Payne County, Oklahoma) war ein US-amerikanischer Ringer. Er war olympischer Silbermedaillengewinner von Berlin 1936.

## Werdegang
Ross Flood begann mit seinem Bruder John in einer High School in Blackwell, Oklahoma, mit dem Ringen. Später wechselte er an die Oklahoma State University – Stillwater und wurde dort von Trainer Edward C. Gallagher zu einem hervorragenden Freistilringer ausgebildet. Ross rang, wie damals in den Vereinigten Staaten üblich hauptsächlich für seine Universität.
Von 1933 bis 1935 gewann er die US-amerikanische Universitätsmeisterschaft (NCAA Collegiate Championships) im Bantamgewicht im freien Stil. 1935 und 1936 wurde er auch USA-Meister im Bantamgewicht, freier Stil, veranstaltet von der Amateur Athletic Union. 1936 gewann er die Olympiaausscheidung (Trials) für die Olympischen Spiele in Berlin. Dort kämpfte er sich im Bantamgewicht, freier Stil, u. a. mit einem Sieg über den vierfachen schwedischen Europameister Herman Tuvesson, bis in das Finale vor, in dem er aber gegen den Ungarn Ödön Zombori entscheidend verlor. 
1937 gewann er auch bei der Pan American Exposition in Dallas im Bantamgewicht. Weitere internationale Starts waren für ihn kaum möglich, denn es fanden damals weder Weltmeisterschaften noch Pan Amerikanische Spiele bzw. Meisterschaften im Ringen statt.
Danach war Ross Flood High School Coach im Ringen in Stillwater und während des II. Weltkrieges Sportlehrer in der United States Navy. Ab 1946 war er ein sehr erfolgreicher Trainer an der Southwestern Oklahoma State University. Für seine Verdienste um den Ringersport wurde er 1978 in die National Wrestling Hall of Fame aufgenommen.

## Internationale Erfolge
- 1936, Silbermedaille, Olympische Spiele in Berlin, Bantamgewicht, freier Stil, mit Siegen über Enrique Jurado, Philippinen, Shankarrao Thorat, Indien, Cesar Gaudard, Schweiz, Aatos Jaskari, Finnland und Herman Tuvesson, Schweden und einer Niederlage gegen Ödön Zombori, Ungarn